# Tveta distrikt, Småland
Tveta distrikt är ett distrikt i Hultsfreds kommun och Kalmar län. 
Distriktet ligger i södra delen av kommunen. 

## Tidigare administrativ tillhörighet
Distriktet inrättades 2016 och utgörs av en del av socknen Tveta i Hultsfreds kommun.
Området motsvarar den omfattning Tveta församling hade vid årsskiftet 1999/2000.